# Osakis
Osakis [oʊˈseɪkᵻs] är en ort i Douglas County, och Todd County, i Minnesota. Vid 2010 års folkräkning hade Osakis 1 740 invånare.